# Lis i Pies
Lis i Pies (ang. The Fox and the Hound) – amerykański animowany dramat w reżyserii Teda Bermana, Richarda Richa i Arta Stevensa z 1981 roku na podst. książki Daniela P. Mannixa o tym samym tytule. Dwudziesty czwarty film z oficjalnego kanonu animacji Disneya. Film opowiada o przygodach lisa, imieniem Tod, wychowanego przez pewną wdowę, i psa myśliwskiego Miedziaka, który mieszka na sąsiednim podwórku ze swoim panem Amosem i starym psem myśliwskim Maxem. Obaj się ze sobą zaprzyjaźniają, ale ze względu na ich odmienne pochodzenie ich przyjaźń zostaje wystawiona na próbę
Serwis Rotten Tomatoes przyznał mu wynik 69%.
W książkach i komiksach pojawia się też tłumaczenie Rudek i Reks.
Kontynuacją jest film z 2006 roku – Lis i Pies 2.

## Fabuła
Na początku XX wieku sowa Cioteczka jest świadkiem jak lisie szczenię zostaje ukryte przez chcącą go uchronić przed myśliwymi matkę, która po chwili zostaje zastrzelona. Z pomocą zaprzyjaźnionych wróbla i dzięcioła sprawia, że lisa przygarnia stara gospodyni wdowa Tweed, która daje mu imię Tod. Tymczasem sąsiad wdowy – myśliwy Amos Slade, sprawia sobie szczeniaka rasy bloodhound o imieniu Miedziak z zamiarem wytresowania na psa myśliwskiego. Prezentuje on Miedziaka Maxowi, swemu psu rasy wilczarz irlandzki. Max początkowo podchodzi z dystansem do szczeniaka, ale niedługo zaczyna traktować go jak własnego syna. Po jakimś czasie Miedziak wyczuwa Toda i wkrótce oboje się poznają.
Od tego czasu Tod i Miedziak spędzają wolny czas razem w pobliskim lasku i stają się najlepszymi przyjaciółmi. Któregoś dnia Tod daremnie czeka na Miedziaka w miejscu, gdzie zwykli spotykać się w lesie. Zajrzawszy na podwórze Amosa widzi Miedziaka przywiązanego smyczą do budy, gdyż jego panu nie podoba się jego wieczne włóczenie. Tod wobec tego bawi się z Miedziakiem tutaj, lecz przypadkowo budzi Maxa wściekle rzucającego się w pogoń. Amos sądząc, że lis ma apetyt na jego kury, udaje się za nim w pościg ze strzelbą. Niefortunnie strzela w samochód wdowy wracającej ze sklepu, która wściekła zabiera mu strzelbę i przestrzeliwuje chłodnicę w jego samochodzie. Amos grozi, że zastrzeli Toda, jeśli jeszcze raz go ujrzy na swym terenie.
Miedziak wyrusza na całą zimę, na okres polowania. W międzyczasie ptaki pokazują Todowi skóry lisów upolowanych przez Amosa i Maxa. Próbują mu wytłumaczyć, że Miedziak wkrótce stanie się jego wrogiem. Tod jednak nadal wierzy, że będą przyjaciółmi. Wiosną Tod i Miedziak osiągają dorosłość. Kiedy Miedziak wraca, jest już psem myśliwskim. Mimo ostrzeżeń Cioteczki Tod, idzie przywitać się ze swoim przyjacielem. Miedziak niechętnie wyjaśnia mu, że ich gatunki są naturalnymi wrogami i nie mogą się przyjaźnić. Niechcący budzą Maxa. Ten zaczyna ujadać i Amos widząc Toda na swym podwórzu zaczyna pościg ze swymi psami.
Miedziak dogania Reksa przy torach kolejowych, ale chce go ratować i zmyla pościg. Jednak Max jako doświadczony pies ponawia gonitwę za Todem na torach. Max wpada pod nadjeżdżający pociąg i upada z wysokości łamiąc nogę. Myśląc że Tod zrobił to specjalnie, Miedziak zrywa z nim przyjaźń i przysięga mu zemstę. Amos chce się zemścić na Todzie za nieomal zabicie jego ukochanego psa. Wdowa wiedząc, że nie jest w stanie ukrywać Toda, z ciężkim sercem wywozi lisa do rezerwatu. W lesie porzucony Tod poznaje lisicę Wiki, w której się zakochuje z wzajemnością.
Amos i Miedziak domyśliwszy się, gdzie jest Tod, ignorując zakaz, wchodzą do rezerwatu. Tod i Wiki uciekają przed myśliwym i psem, którzy trafiają na wielkiego niedźwiedzia. Amos wpada w jedne ze swych sideł, przez co nie może uciec. Miedziak rusza mu na ratunek, ale nie ma szans z niedźwiedziem. Od śmierci ratuje ich Tod, zrzucając niedźwiedzia z wodospadu, lecz po wszystkim Amos chce zastrzelić lisa. Miedziak powstrzymuje go i zasłania Toda swoim ciałem. Myśliwy okazuje wdzięczność Todowi i oszczędza go. Przed odejściem Tod i Miedziak żegnają się w zgodzie. Będąc w domu Amos jest leczony przez wdowę z ran ku rozbawieniu Maxa. Miedziak wspomina dawne dni spędzone z Todem. W tym samym momencie Tod i Wiki patrzą z wzgórza na domostwa Amosa i wdowy.

## Obsada głosowa
- Mickey Rooney – Tod
  - Keith Coogan – młody Tod
- Kurt Russell – Miedziak
  - Corey Feldman – młody Miedziak
- Pearl Bailey – Cioteczka
- Jack Albertson – Amos Slade
- Jeanette Nolan – wdowa Tweed
- Sandy Duncan – Wiki
- Pat Buttram – Max
- Richard Bakalyan – wróbel
- Paul Winchell – dzięcioł
- John Fiedler – jeżozwierz
- John McIntire – borsuk
- Clarence Nash – niedźwiedź

## Wersja polska
Opracowanie: Master Film

Reżyseria:
- Paweł Leśniak,
- Rafał Sabara

Dialogi i tłumaczenie: Kamila Klimas-Przybysz

Teksty piosenek: Andrzej Brzeski
Wystąpili:
- Leszek Zduń – Tod
  - Beniamin Lewandowski – młody Tod
- Marcin Przybylski – Miedziak
  - Wit Apostolakis-Gluziński – młody Miedziak
- Krystyna Tkacz – Cioteczka
- Arkadiusz Bazak – Amos Slade
- Mirosława Krajewska – wdowa Tweed
- Joanna Węgrzynowska – Wiki
- Zdzisław Wardejn – Max
- Jacek Braciak – wróbel
- Krzysztof Stelmaszyk – dzięcioł
- Mirosław Guzowski – jeżozwierz
- Marek Bargiełowski – borsuk

Lektor: Maciej Gudowski